# Brachysiphon mundii
Brachysiphon mundii är en tvåhjärtbladig växtart som beskrevs av Otto Wilhelm Sonder. Brachysiphon mundii ingår i släktet Brachysiphon och familjen Penaeaceae. Inga underarter finns listade i Catalogue of Life.